# Pulsatilla cernua
Espèce
Pulsatilla cernua est une espèce de plantes à fleurs de la famille des Ranunculaceae et du genre Pulsatilla.
Elle fleurit en avril sous nos latitudes en France et en mai dans son environnement naturel, en Asie, avec une belle couleur allant du pourpre foncé au violet clair.
Synonyme
- Anemone cernua Thunb., 1784

## Description
C'est une plante vivace qui peut atteindre de 4 à 20 cm de hauteur. Son rhizome est long, puissant, presque vertical et souvent multiple. Ses tiges sont dressées. Ses feuilles et ses pédoncules sont fortement duveteux. Ses fleurs s'ouvrent rarement complètement. Les petites feuilles du périanthe mesurent de 2,2 à 3,5 cm de longueur et de 0,6 à 1,2 cm de largeur.

## Distribution et habitat

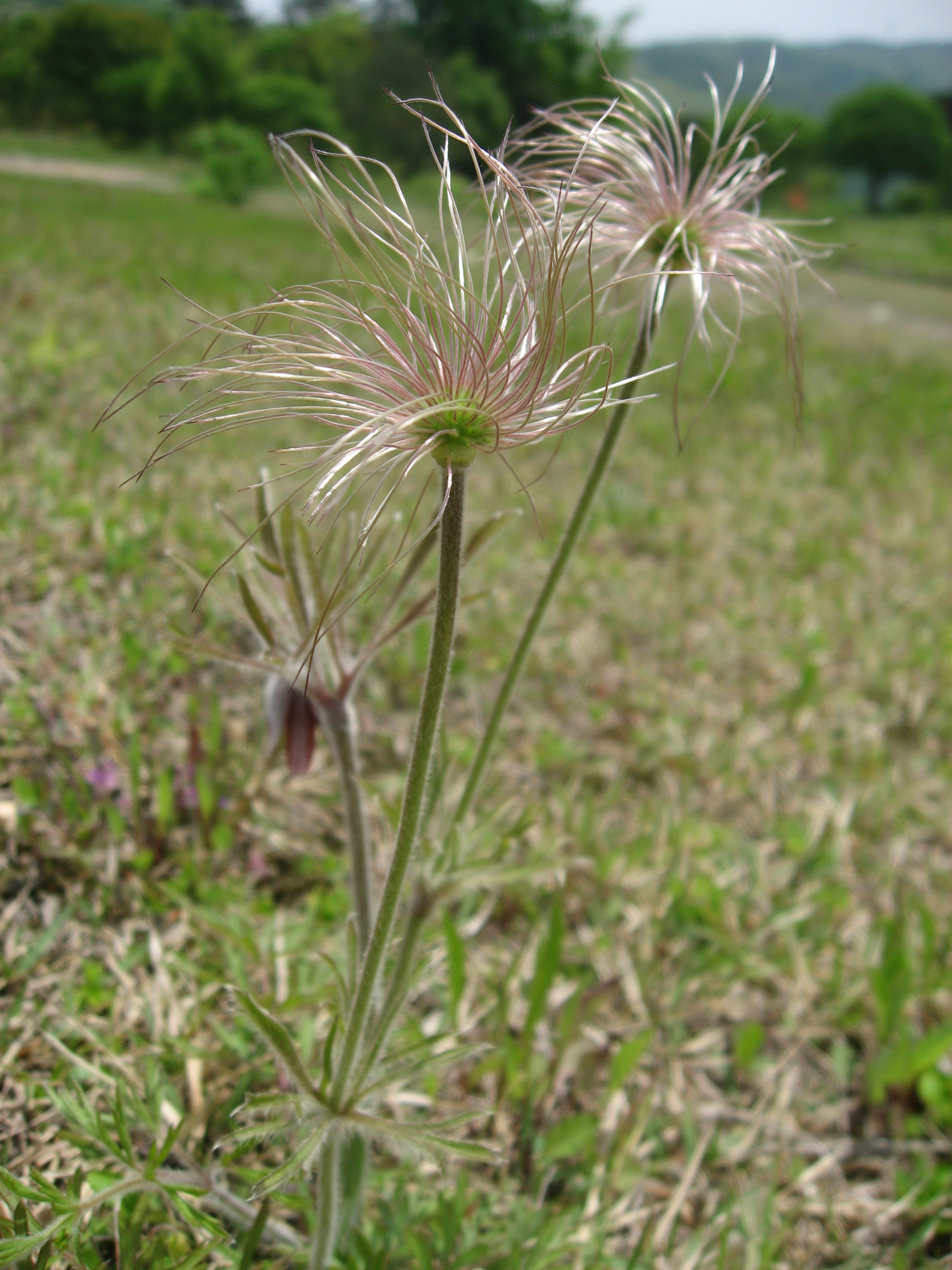
Fruits, dans la préfecture de Fukushima au Japon.

On trouve dans son environnement naturel Pulsatilla cernua dans l'oblast d'Amour, en Primorié, au nord de la Mongolie et de la Chine, à l'ouest du Japon (Hokkaido, Honshu, Kyushu), et en Corée.
Cette espèce apprécie les pentes ouvertes de terre sèche. On la trouve rarement sur les berges sablonneuses.

## Culture
La plante s'adapte bien aux jardins européens de la zone tempérée (zone 6) dans des sols bien drainés.